# Bombardement op het Centraal Bevolkingsregister in Den Haag

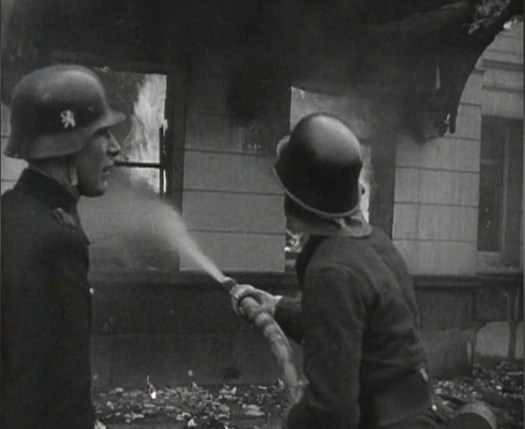
Brandweer blust de brand na het bombardement

Het bombardement op het Centraal Bevolkingsregister in Den Haag (11 april 1944) was een door de Britse luchtmacht uitgevoerde militaire operatie in bezet Nederlands gebied tijdens de Tweede Wereldoorlog. Doelwit was de villa die werd gebruikt door de landelijke bevolkingsadministratie, met de bedoeling de werkzaamheden van de Duitse Abwehr en de SD te hinderen.

## Centraal Bevolkingsregister

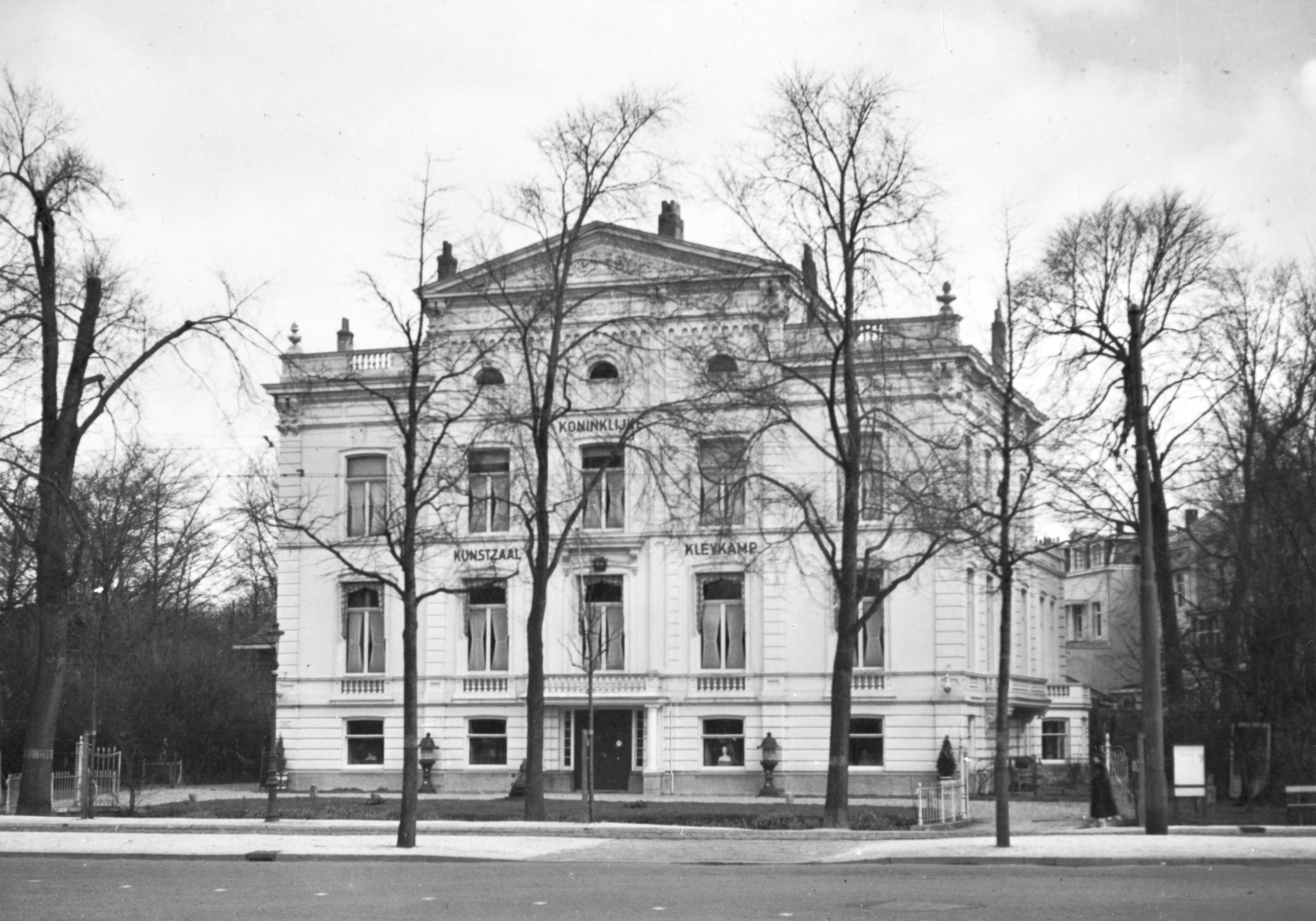
Huize Kleykamp in 1942

In een opvallende witte villa aan de Scheveningseweg in Den Haag was vanaf 1916 de Koninklijke Kunstzaal Kleykamp gevestigd. De voormalige villa, die bekendstond onder de naam “Kleykamp”, werd medio 1941 door de Duitse bezetter gevorderd voor de Rijksinspectie van de Bevolkingsregisters om het Centraal Bevolkingsregister met duplicaten van alle uitgegeven persoonsbewijzen onder te brengen. De Duitsers konden daarmee steeds onderzoeken of iemands persoonsbewijs vals was. Dit heeft vele verzetsstrijders en onderduikers het leven gekost.
In 1943 werd Pierre Louis d’Aulnis de Bourouill in Nederland gestationeerd als geheim agent. Aan de Nederlandse regering stelde hij voor het archief door de Britse luchtmacht RAF te laten bombarderen. Generaal-majoor Johan Willem van Oorschot gaf uiteindelijk op 11 april 1944 opdracht de missie uit te voeren, die omwille van de precisie bij daglicht moest plaatsvinden. Kleykamp was een duidelijk doelwit, als enig wit gebouw betrekkelijk dicht bij een nog opvallender gebouw: het Vredespaleis.

## Bombardement
Er werden zes De Havilland Mosquito jachtbommenwerpers van Squadron 613 naar Nederland gestuurd. Piloot van het eerste vliegtuig was Robbie Cohen, die later boven Frankrijk werd neergehaald. De aanvliegroute was langs de Zuid-Hollandse Eilanden, op 15 meter hoogte om onder de Duitse radar te blijven. Met een bocht om Gouda werd het afweergeschut van Rotterdam ontweken. Daarna verminderden de Mosquito's hun snelheid en kwamen ze aanvliegen over het Vredespaleis dat fungeerde als herkenningspunt. Het bombardement vond plaats tijdens werkuren, omdat dan de groene stalen archiefkasten open zouden staan. In drie golven zouden de vliegtuigen hun werk doen. De eerste twee jachtbommenwerpers wierpen hun explosieven om een gat in het dak te slaan en zo diep mogelijk door te dringen in het gebouw. De volgende twee vliegtuigen wierpen een nieuw type Amerikaanse bom af: brandbommen die waren gevuld met een mengsel van olie en fosfor. Ook wierpen ze tijdbommen af, die ten doel hadden de brandweer op een afstand te houden. De derde en laatste aanval door twee vliegtuigen slaagde maar deels. Een van de vliegtuigen had te kampen met een defect mechanisme, waardoor de bommen niet konden worden afgeworpen. De piloot keerde tweemaal tevergeefs terug voor een nieuwe poging. Wel wist hij een aantal foto's te maken van de explosies. Als gevolg van het bombardement kwamen 62 personen om het leven en vielen er 23 zwaargewonden. Een aantal bommen miste het doel en verwoestte een deel van de Alexanderkazerne aan de Laan Copes van Cattenburch (nu Patijnlaan), waar de Grüne Polizei was gehuisvest. Daarbij kwamen vier Duitsers om. Ook een aantal woningen werd getroffen. Aan de Laan Copes van Cattenburch ging het om acht huizen en in de Timorstraat werden zes huizen getroffen. Vierentwintig gezinnen kwamen op straat te staan.

## Nasleep
Alle piloten kwamen ongedeerd in Engeland terug. Het merendeel van de persoonsbewijzen was niet goed verbrand. Deze werden overgebracht naar Scheveningseweg 106 (het latere NEBO-ziekenhuis). Desondanks was het archief onbruikbaar, ook omdat door de omgekomen personeelsleden de kennis over de archieven verdwenen was. Na deze actie konden honderden onderduikers en verzetsstrijders aan veilige valse papieren geholpen worden. Joden waren echter al afgevoerd, en ook veel verzetsstrijders waren al opgepakt. Het bombardement kon echter niet veel eerder plaatsvinden omdat precisiebombardementen pas sinds september 1943 konden worden uitgevoerd. In tegenstelling tot hetgeen geheim agent D'Aulnis eerder had gerapporteerd, was slechts een klein deel van de werknemers van het Centraal Bevolkingsregister lid van de NSB. Onder de slachtoffers bevonden zich zelfs enkele mensen die voor het verzet werkten (ze maakten valse papieren om valse persoonsbewijzen bij controle in het centrale register echt te laten lijken). Er had vooraf een afweging plaatsgevonden waarna er was geoordeeld dat het doel eventuele nevenschade oversteeg.
Op de locatie van de villa werd midden jaren zestig het nieuwe kantoor van de Nationale Investeringsbank gebouwd.